# Oscar Gustave Rejlander
Oscar Gustave Rejlander, född 19 oktober 1813 i Stockholm, död 18 januari 1875 i London, var svensk-brittisk målare och fotograf.

## Biografi
Rejlander föddes i Stockholm 1813. Han var son till en svensk officer och gifte sig i början av 1850-talet med Mary Bull. Rejlander kom till England omkring 1840 och försörjde sig som porträttmålare i de större landsortsstäderna. Han medverkade i Royal Academys utställningar i London 1848–1873 med oljemålningar.
Omkring 1852 reste han till Rom där han var verksam med kopiering av de gamla mästarna och studerade konst. Under sin tid i Rom såg han fotografier av bland annat sevärdheter och porträtt. Vid återkomsten till England slog han sig ner i Lincoln och tog han upp fotograferandet som ett hjälpmedel för sitt porträttmåleri men efter en kort tid blev fotografin hans huvudsakliga verksamhet tydligen efter att ha sett hur fotografiet avbildade en ärms veckningar. Andra skildringar anger att han inspirerades av en av Fox Talbots assistenter.
Omkring 1850 lärde han sig snabbt våtkollodium- och vaxpapperprocesser hos Nicholas Henneman i London, och ändrade sin verksamhet till studio-fotografering. Han specialiserade sig på genre-motiv och porträttfotografering. Han producerade också erotiska arbeten, och använde sig därvid av cirkusflickor hos Madame Wharton, gatubarn och barnprostituerade – hans serie på Charlotte Baker är ännu ökänd. Han etablerade en fotoateljé i industristaden Wolverhampton i Midlands 1855 som han 1862 flyttade till London. Fotoverksamheten och porträttfotograferandet bedrev han uteslutande som levebröd och han slutade aldrig att drömma om hans måleri skulle kunna försörja honom.
Som fotograf utförde han en stor studie med bilder av nakna och klädda personer samt detaljbilder av fötter och händer som han tänkte använda i sitt måleri men av ekonomiska skäl såldes dessa bilder till andra konstnärer. Rejlander gjorde många experiment för att fullända sin fotografi, inklusive dubbelexponeringar från omkring 1853. Han var vän med fotografen Charles Lutwidge Dodgson, mer känd under pseudonymen Lewis Carroll, som samlade ihop Rejlanders barndomsarbeten och korresponderade med honom om tekniska frågeställningar. Rejlander tog senare ett av de mest välkända porträtten av Lewis Carroll. 

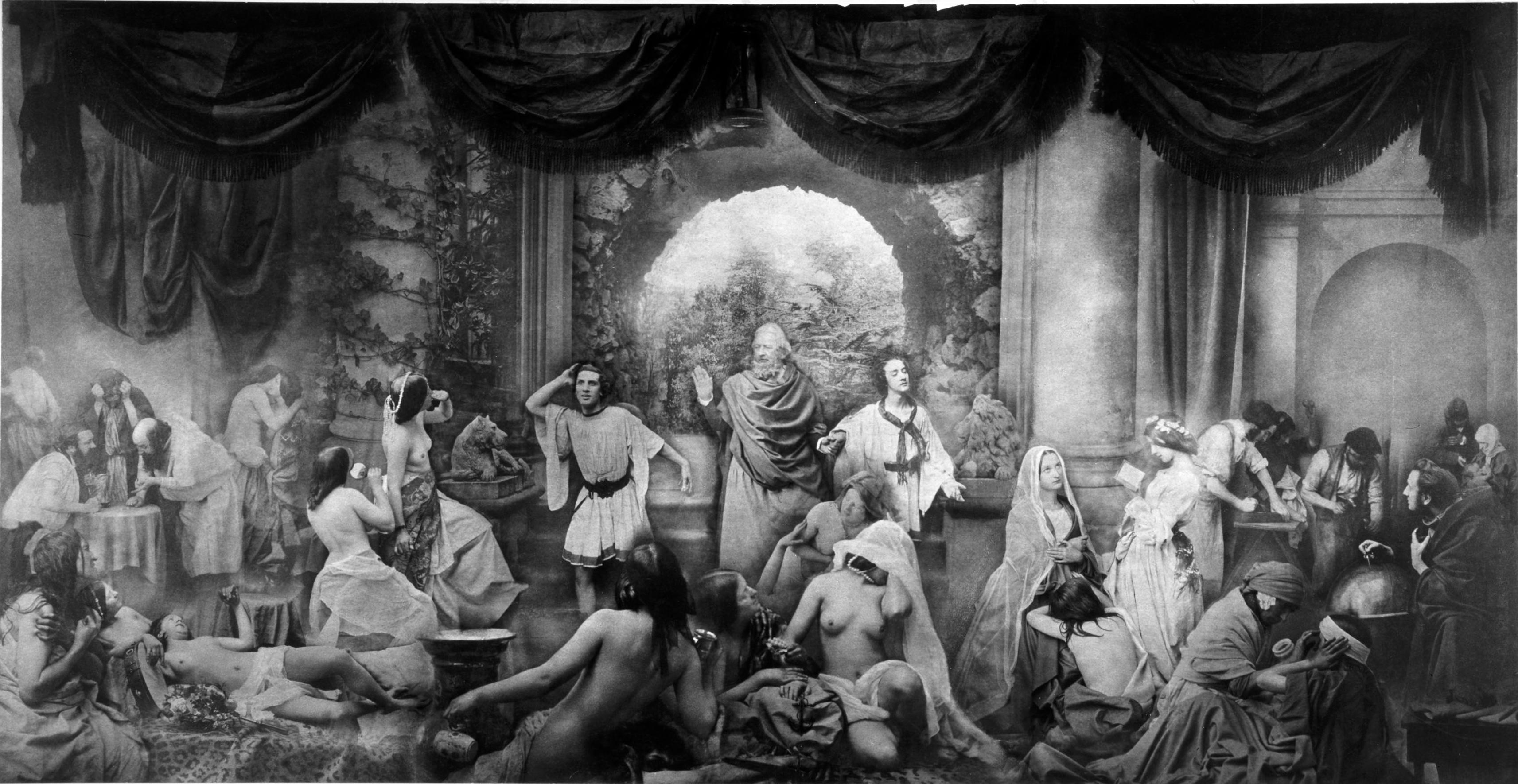
Livets två vägar från 1857

Han fick ett internationellt anseende som en av 1800-talets ledande konstnärliga fotograf. Dessutom har han efterlämnat ett stort antal fotografier med genreartade studier av barn i Londons slumkvarter. Charles Darwin använde några av Rejlanders fotografier i boken The Expression of the Emotions in Man and Animals 1872 som visade barns själsrörelser samt fotografier där Rejlander och hans fru agerar i olika poser. Hans tidigare arbeten var endast i liten grad till förfång till hans senare rykte, och han deltog på Parisutställningen 1855. Han utförde 1857 den allegoriska fotokompositionen Livets två vägar som var uppbyggd av ett 40-tal olika negativ och ett 20-tal nakna figurer i uttrycksfulla poser, fotomontaget producerades på sex veckor. Först uppvisat på Manchesters Konstutställning 1857, innehåller verket två ungdomar som erbjuds vägledning av patriarken. Ungdomarna blickar mot en sektion av en trapplik tableaux vivant – en ungdom förevisas de dygdiga njutningarna, och den andre de syndiga njutningarna. Bildens visande av halvnakna fotomodeller, förklarades ”oanständig” av vissa – och de som var underkunniga om Rejlanders mer kommersiella arbeten kunde också ha misstänkt att prostituerade använts som billiga modeller. Men ”oanständigheten” bleknade när drottning Victoria beställde en 10-guinea-kopia att ge till prins Albert. Trots det kungliga mecenatskapet blev det kontroverser om Livets två vägar, i Skottland 1858 då en stor grupp bröt sig ur det Fotografiska Sällskapet i Skottland, och grundade Edinburghs Fotografiska Sällskap 1861. De motsatte sig att bilden visades med ena halvan av bilden var dold av tygskynken. Bilden visades senare vid Birminghams Fotografiska Sällskap utan denna censur eller uppståndelse. Emellertid försonade sig senare det Fotografiska Sällskapet i Skottland och inbjöd Rejlander till en stor middag till hans ära 1866, vilken även inkluderade en utställning som inkluderade många av hans bilder. 
Livets två vägars framgångar och medlemskapet i det Kungliga Fotografiska Sällskapet i London, gav honom en inträdesbiljett till Londons respekterade kretsar. Han flyttade sin studio till Malden Road i London omkring 1862, och han experimenterade vidare med dubbelexponeringar, fotomontage, fotografisk manipulering och retuschering. Han blev så ledande expert i fotograferingstekniker, höll många lektioner och publicerade portfolios för försäljning i konstsammanhang. Han fann även motiv i London i att fotografera hemlösa gatubarn och i att publicera bilder som ”social protest”, föreställande "Fattige Joe" och "Hemlös". 
Han gifte sig med Mary Bull, som var 24 år yngre. Mary hade varit hans fotografiska modell i Wolverhampton sedan hon var 14.
Lewis Caroll besökte Rejlanders studio på Malden Road 1863, och inspirerades att sätta upp sin egen studio. Cirka 1863 besökte Rejlander Isle of Wight och samarbetade med Julia Margaret Cameron. 
Några av Rejlanders bilder inköptes som förebilder för måleri av viktorianska målare med hög status, till exempel Lawrence Alma-Tadema.
Han blev allvarligt sjuk 1874 och dog 1875, under det att flera anspråk på hans egendom gjordes, samtidigt med höga begravningskostnader. Edinburghs Fotografisk Sällskap samlade dock in pengar till hans änka, och hjältpe till med att sätta upp Rejlanders minnesfond. 
Rejlanders idéer och tekniker togs upp av andra fotografer, och detta gav honom med visst berättigande konstfotografins fader.
Rejlander finns representerad vid bland annat Moderna museet i Stockholm.